# Iatuekupau
Iatuekupau (IPA: [ja:twekupa:w]) is een meer van zo'n 40 km² in de Canadese provincie Newfoundland en Labrador. Het meer bevindt zich in het oosten van de regio Labrador.

## Toponymie
De benaming Iatuekupau komt uit het Innu, de taal van het gelijknamige volk dat traditioneel in het gebied leeft. De naam betekent letterlijk "wilgenrij(en)", naar de vele wilgen aan de oevers van het meer. Historisch stond de naam in het Engels bekend als Parke Lake, naar de familienaam Parke.

## Geografie
Met een oppervlakte van circa 40 km² is Iatuekupau een van de grotere meren van Oost-Labrador. Het meer – dat noord-zuid een maximale lengte van 12 km heeft – is erg onregelmatig gevormd en telt onder meer verschillende grote schiereilanden. In het meer liggen ook vele tientallen eilanden; de drie grootsten meten respectievelijk 0,8 km², 0,2 km² en 0,15 km².
Iatuekupau maakt deel uit van de bovenloop van de Eagle River. Die rivier mondt uit in het noorden van het meer en verlaat Iatuekupau opnieuw langs het zuiden. De bovenloop van die rivier staat in het Innu bekend als de Iatuekupau-shipu (shipu betekent "rivier").
Het meer ligt in de zuidelijke uitlopers van de Mealy Mountains. Zelf maakt het geen deel uit van het nationaal park Mealy Mountains, al vormt de volledige noordelijke oever van Iatuekupau wel een deel van de zuidwestelijke parkgrens.